# Bützfleth
Bützfletfh  is een dorp in de gemeente Stade in het gelijknamige Landkreis in de deelstaat Nedersaksen. Het dorp, dat aan de Elbe ligt, werd in 1972 bij Stade gevoegd. De voor zeegaande schepen toegankelijke Industriehaven Stade ligt binnen de grenzen van Bützfleth.
Bützfleth wordt voor het eerst vermeld in een oorkonde uit het begin van de twaalfde eeuw waarin een schenking wordt gememoreerd aan het klooster in Harsefeld. De dorpskerk, gewijd aan Nicolaas, heeft een geschiedenis die teruggaat tot een kapel in de elfde eeuw.
Tot Bützfleth horen ook de kernen Abbenfleth, Bützflethermoor en Götzdorf.

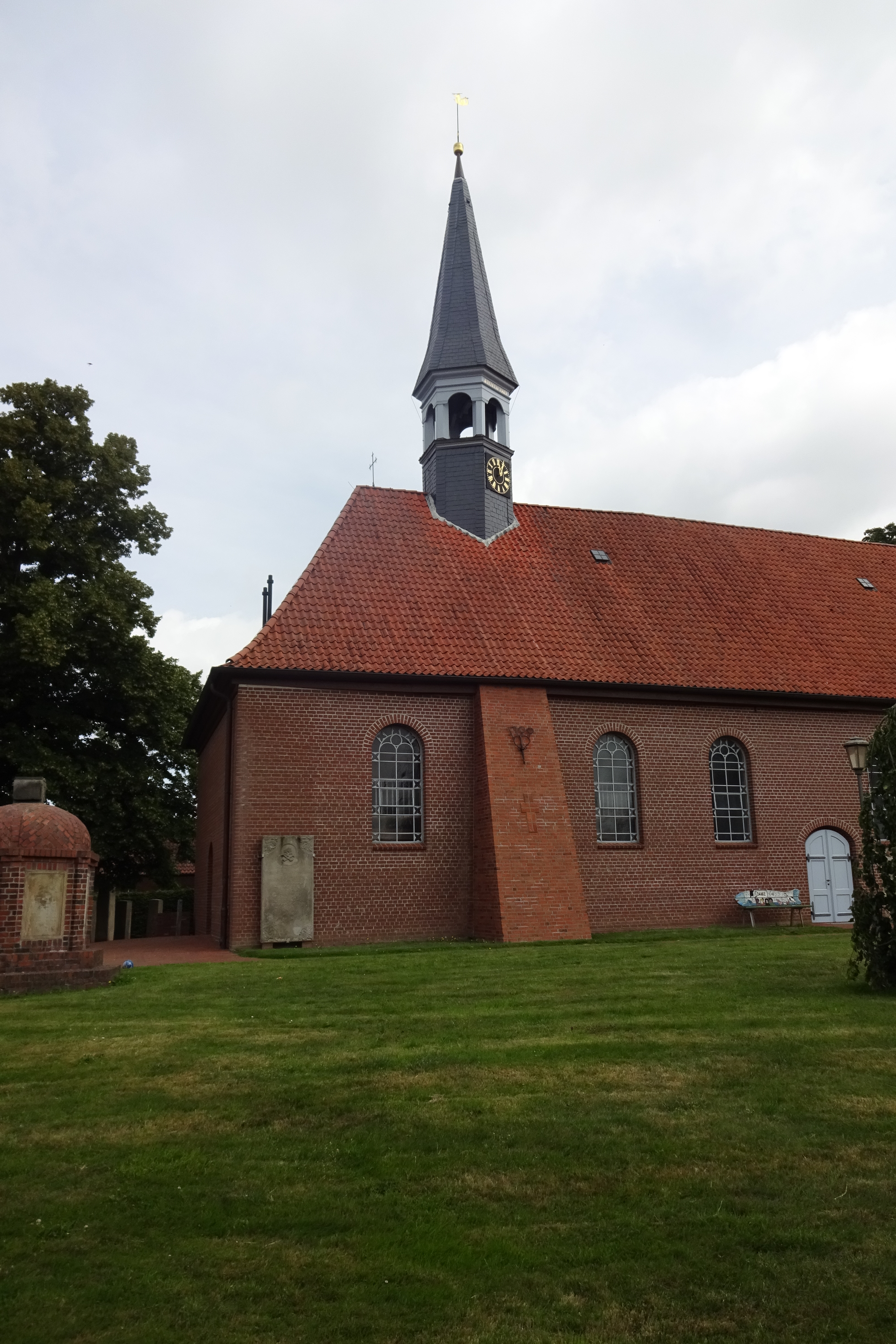
Evang.-lutherse St.-Nicolaaskerk van Bützfleth (herbouwd plm. 1700)
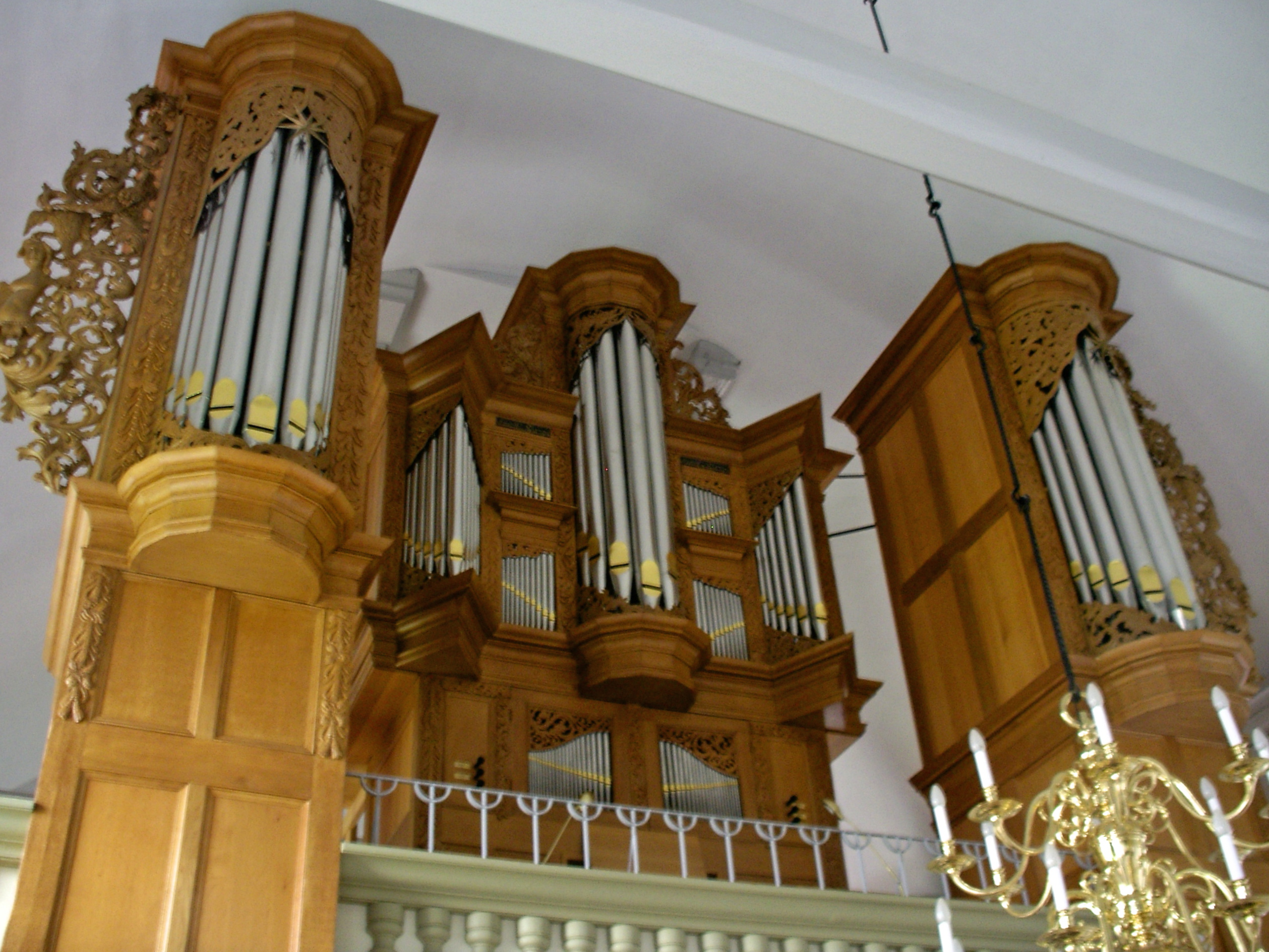
Orgelkast (1705) in deze kerk
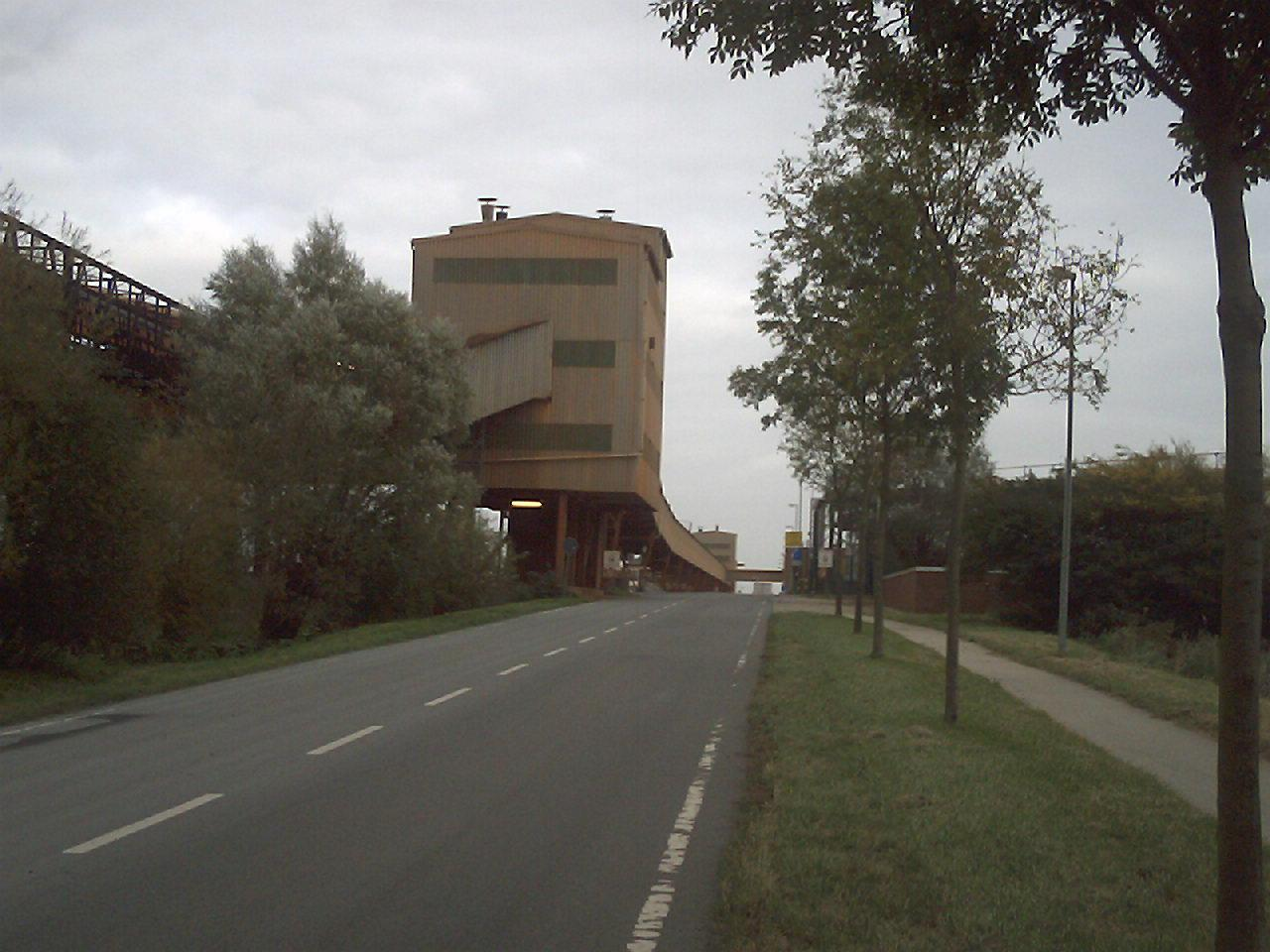
Ingang industriehaven
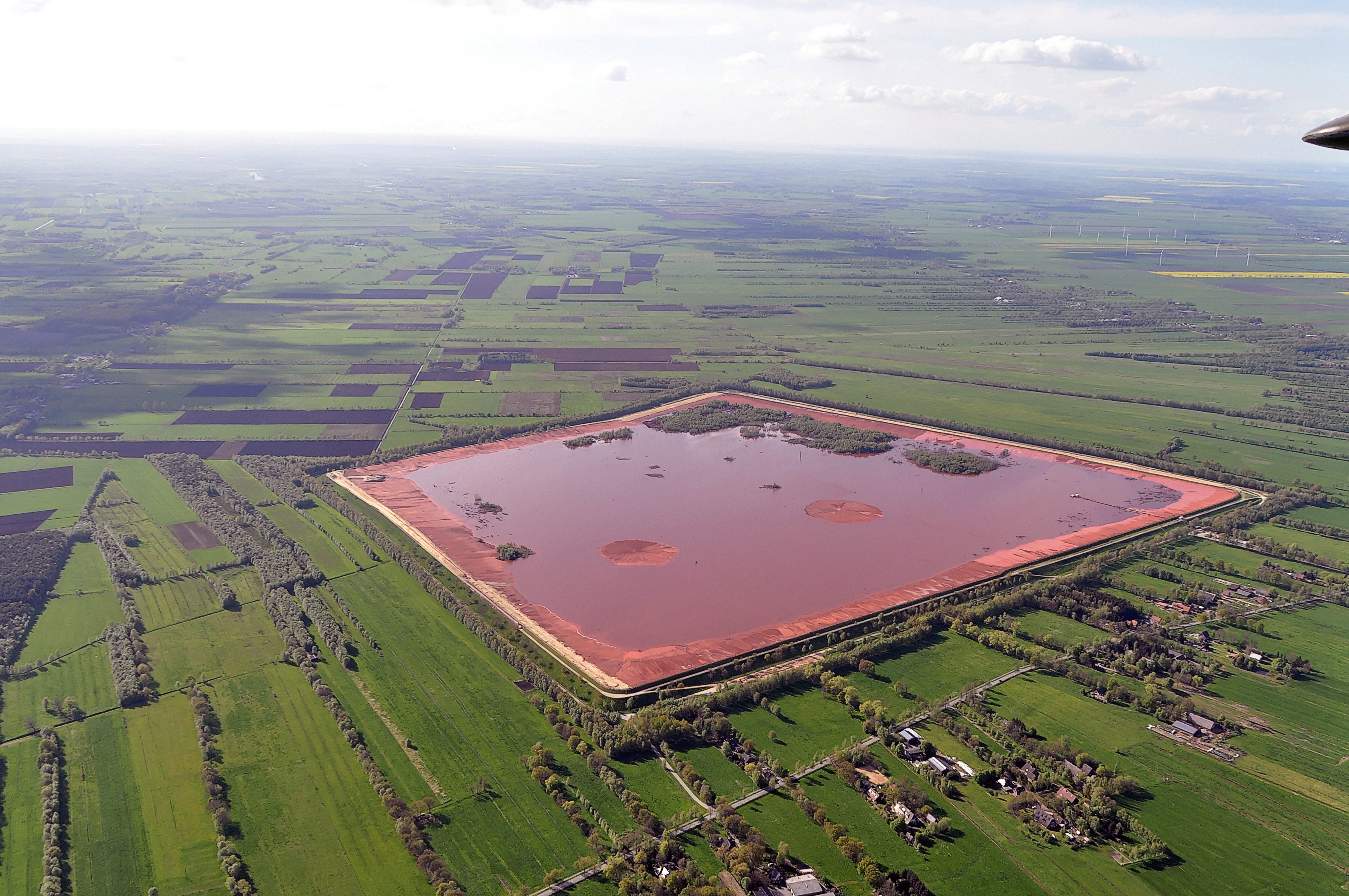
Depot van rode modder in Bützflethermoor

Het opvallende depot van rode modder te Bützflethermoor, bij de grens met de Samtgemeinde Oldendorf-Himmelpforten, meet ruim 1100 x 1500 meter.  Het hier gedeponeerde afval is van tevoren ontdaan van natronloog. Het is van een aluminiumfabriek geweest met de naam VAW, die sedert 2002 niet meer bestaat; de activiteiten ervan werden overgenomen door Norsk Hydro.
- Gemeinsame Normdatei: 4748295-3
- Virtual International Authority File: 245854438